# Sant'Urbano
Sant'Urbano je italská obec v provincii Padova v oblasti Benátsko. Žije zde přibližně 1 900 obyvatel.

## Sousední obce
Barbona, Granze, Lendinara (RO), Lusia (RO), Piacenza d'Adige, Vescovana, Vighizzolo d'Este, Villa Estense

## Vývoj počtu obyvatel
Zdroj: 